# Popivți, Brodî
Popivți (în ucraineană Попівці) este localitatea de reședință a comunei Popivți din raionul Brodî, regiunea Liov, Ucraina.

## Demografie
Componența lingvistică a localității Popivți
     Ucraineană (99,79%)
     Alte limbi (0,21%)
Conform recensământului din 2001, majoritatea populației localității Popivți era vorbitoare de ucraineană (99,79%), existând în minoritate și vorbitori de alte limbi.